# امنیت (فیلم ۱۹۹۵)
امنیت (به هندی: Surakshaa) فیلمی محصول سال ۱۹۹۵ و به کارگردانی آناند راجو ماوانی است. در این فیلم بازیگرانی همچون آدیتای پانچولی، سونیل شتی، سیف علی خان، مونیکا بدی، شبا آکاشدپ، دیویا دوتا، موکش ریشی، قادرخان، تینو آناند، عارون باکشی ایفای نقش کرده‌اند.